# Eilandsraadsverkiezingen 2015
De Eilandsraadsverkiezingen 2015 waren Nederlandse verkiezingen die werden gehouden op 18 maart 2015. Bij deze verkiezingen werden de leden gekozen voor de eilandsraden van  de openbare lichamen Bonaire, Saba en Sint Eustatius in Caribisch Nederland.
De verkiezingen vonden plaats op dezelfde dag als waarop de Provinciale Statenverkiezingen en de waterschapsverkiezingen werden gehouden in de rest van Nederland.
Vanaf 2015 was ook actief en passief kiesrecht toegekend aan inwoners van Caribisch Nederland met een andere nationaliteit.
In geen van de openbare lichamen namen Nederlandse landelijke partijen deel aan deze verkiezingen. 

## Bonaire

### Opkomst
|                   | 2011   | 2011      | 2015   | 2015  |
| # stemmen         | %      | # stemmen | %      |       |
| ----------------- | ------ | --------- | ------ | ----- |
| Kiesgerechtigden  | 10.174 |           | 12.372 |       |
| Niet opgekomen    | 2.499  | 24,56     | 2.740  | 22,15 |
| Opkomst           | 7.675  | 75,44     | 9.632  | 77,85 |
| Ongeldige stemmen | 70     | 0,91      | 162    | 1,68  |
| Blanco stemmen    | 60     | 0,78      | 54     | 0,56  |
| Geldige stemmen   | 7.545  | 98,31     | 9.416  | 97,76 |

### Uitslagen
| Politieke partij                    | 2011      | 2011  | 2011   | 2015      | 2015  | 2015   | verschil |
| Politieke partij                    | # stemmen | %     | zetels | # stemmen | %     | zetels | verschil |
| ----------------------------------- | --------- | ----- | ------ | --------- | ----- | ------ | -------- |
| Movementu di Pueblo Boneriano (MPB) | -         | -     | -      | 2.755     | 29,26 | 3      | +3       |
| Demokraat                           | 2.513     | 33,31 | 3      | 2.726     | 28,95 | 3      | 0        |
| Union Patriotiko Boneriano          | 3.040     | 40,29 | 4      | 2.301     | 24,44 | 3      | -1       |
| P.H.U.                              | 650       | 8,61  | 1      | 649       | 6,89  | 0      | -1       |
| Lijst 7                             | -         | -     | -      | 405       | 4,30  | 0      | 0        |
| 1 Tim magno                         | -         | -     | -      | 365       | 3,88  | 0      | 0        |
| Aliansa Kristian Boneriano          | -         | -     | -      | 215       | 2,28  | 0      | 0        |
| Movementu Boneiru Liber             | 821       | 10,88 | 1      | -         | -     | -      | -1       |
| overige partijen in 2011            | 521       | 6,91  | 0      | -         | -     | -      | -        |
| totaal                              | 7.545     | 100   | 9      | 9.416     | 100   | 9      | 0        |

## Saba

### Opkomst
|                   | 2011 | 2011      | 2015  | 2015  |
| # stemmen         | %    | # stemmen | %     |       |
| ----------------- | ---- | --------- | ----- | ----- |
| Kiesgerechtigden  | 960  |           | 1.058 |       |
| Niet opgekomen    | 126  | 13,12     | 92    | 8,70  |
| Opkomst           | 834  | 86,88     | 966   | 91,30 |
| Ongeldige stemmen | 4    | 0,48      | 10    | 1,04  |
| Blanco stemmen    | 7    | 0,84      | 4     | 0,41  |
| Geldige stemmen   | 823  | 98,68     | 952   | 98,55 |

### Uitslagen
| Politieke partij                   | 2011      | 2011  | 2011   | 2015      | 2015  | 2015   | verschil |
| Politieke partij                   | # stemmen | %     | zetels | # stemmen | %     | zetels | verschil |
| ---------------------------------- | --------- | ----- | ------ | --------- | ----- | ------ | -------- |
| Windward Islands People's Movement | 686       | 83,35 | 4      | 545       | 57,25 | 3      | -1       |
| Saba Labour Party                  | 137       | 16,65 | 1      | 407       | 42,75 | 2      | +1       |
| totaal                             | 823       | 100   | 5      | 952       | 100   | 5      | 0        |

## Sint Eustatius

### Opkomst
|                   | 2011  | 2011      | 2015  | 2015  |
| # stemmen         | %     | # stemmen | %     |       |
| ----------------- | ----- | --------- | ----- | ----- |
| Kiesgerechtigden  | 2.140 |           | 2.435 |       |
| Niet opgekomen    | 685   | 32,01     | 841   | 34,54 |
| Opkomst           | 1.455 | 67,99     | 1.594 | 65,46 |
| Ongeldige stemmen | 7     | 0,48      | 8     | 0,50  |
| Blanco stemmen    | 12    | 0,82      | 6     | 0,38  |
| Geldige stemmen   | 1.436 | 98,70     | 1.580 | 99,12 |

### Uitslagen
| Politieke partij                | 2011      | 2011  | 2011   | 2015      | 2015  | 2015   | verschil |
| Politieke partij                | # stemmen | %     | zetels | # stemmen | %     | zetels | verschil |
| ------------------------------- | --------- | ----- | ------ | --------- | ----- | ------ | -------- |
| Progressive Labour Party        | 291       | 20,26 | 1      | 481       | 30,44 | 2      | +1       |
| Democratische Partij            | 506       | 35,24 | 2      | 473       | 29,94 | 2      | 0        |
| United People’s Coalition       | 354       | 24,65 | 1      | 244       | 15,44 | 1      | 0        |
| Lijst 6                         | -         | -     | -      | 182       | 11,52 | 0      | 0        |
| St. Eustatius Empowerment Party | 252       | 17,55 | 1      | 134       | 8,48  | 0      | -1       |
| SLAM                            | -         | -     | -      | 66        | 4,18  | 0      | 0        |
| overige partijen in 2011        | 33        | 2,30  | 0      | -         | -     | -      | -        |
| totaal                          | 1.436     | 100   | 5      | 1.580     | 100   | 5      | 0        |

## Eerste Kamerverkiezingen
De nieuw verkozen eilandsraadsleden waren niet gerechtigd om bij de Eerste Kamerverkiezingen van 2015 deel te nemen aan verkiezingen voor de  Eerste Kamer; Caribisch Nederland was niet ingedeeld bij een provincie.
2011 · 2015 · 2019 · 2020 · 2023